# Lokern
Lokern – obszar niemunicypalny w Kern County, w Kalifornii (Stany Zjednoczone), na wysokości 85 m.